# Mohammed Al Mougui
Mohammed Al-Mougui (en árabe: محمد الموجي, o Muhammad al-Muji, Egipto,  4 de marzo de 1923 - 1 de julio de 1995 ) También transcrito, Muhammad Al Mugi, Mohammed Al-Mougy o Mohamed El Mogy. Fue un reconocido, compositor, cantante y arreglista egipcio. Considerado uno de los innovadores más destacados en la música árabe de mediados del siglo XX. Creador de grandes obras para los principales cantantes de la época como lo fueran, Umm Kalzum, Abdel Halim Hafez, Warda al-Jazairia, entre muchos más.

## Biografía
Mohammed Amin Al-Mougui nació en Babila, Kafr el Sheij, Egipto. En su juventud estudio agricultura diplomándose en 1944 y desempeño diversos trabajos antes de volcar su carrera a la música. Su pasión por el canto lo llevó a componer su primera canción, Safini Marra, la que fuera cantada por Abdel Halim Hafez. En adelante Mohammed Al-Mougui inició su carrera profesional destacándose por ser un compositor talentoso, innovador y ambicioso por superarse. Además contribuyó a descubrir algunas grandes voces líricas, que incluyeron a: Hany Shaker y Amira Salem . 
Mohammed Al-Mougui murió el 1 de julio de 1995 dejando una valiosa herencia musical de auténticas y renovadas melodías árabes en su historia.

## Obra musical

### Mohammed Al Mougui y Umm Kalzum
Mohammed Al-Mougui compuso varias canciones para Umm Kalzum , incluidos los éxitos Li-sabr hudud en 1963 y Issal Rohak en 1970.También es el compositor de dos títulos cortos conocidos: Hanat al-aqdar y Awqidu esh-shumuss. Al Mougui admiraba especialmente la interpretación original de sus composiciones por parte de Umm Kalzum, las que en bruto duraban solamente quince o veinte minutos, pero que podía alcanzar la hora o la hora y media durante los conciertos de Umm Kalzum cuando ella las interpretaba e improvisaba sobre la estructura melódica propuesta por el compositor.

### Mohammed Al Mougui y Abdel Halim Hafez
Mohammed Al-Mougui compuso casi cincuenta obras para Abdel Halim Hafez .
Además de sus primeros éxitos en los años cincuenta, principalmente canciones cortas cantadas en los musicales de Abdel Halim Hafez, Mohammed Al-Mougui es el compositor de varias canciones de los años 60 y 70:  Kamel El Awsaf, Ya Malikan Qalbi , Rissala Min Taht El Ma y, sobre todo, Qariat el Fengan con letra del poeta Sirio Nizar Qabbani , que hoy en día sigue siendo uno de los mayores éxitos de Abdel Halim Hafez, considerado por muchos amantes de la música árabe como una de las más importantes obras de música moderna árabe del siglo XX. La misma es una pieza musical Audaz, exigente, original, con orquestación barroca la que innova para la época con un órgano Farfisa, un sintetizador Moog modular, y una guitarra eléctrica en medio de secciones de violines, e instrumentos melódicos árabes y percusiones árabes tradicionales y occidentales, todo ello perfectamente balanceado sin perder la herencia modal árabe clásica, quedando en la historia de la canción árabe universal.

### Composiciones para otros artistas
También compuso obras para la cantante Fayza Ahmed la famosa obra de Ana Albi ilik Mayal , luego colaboró en particular con las cantantes Warda en los temas musicales (Akdeb Aleik y Tab Wana Maly) , Aziza Jalal y Mayada El Hennawy. En los años 80 grabó e interpretó algunas de sus viejas composiciones, caracterizadas por su voz profunda, suave y precisa, a veces acompañada solo por su oud como en  ( Li-Sabri-Hudoud o Issal Rohak ). También brindó algunos conciertos en los años 80' y 90', con una orquesta similar a la que acompañó a los grandes nombres de la canción árabe en los años 1960-1970. Lanzó un álbum de versiones instrumentales de algunas de sus mejores canciones (Kamel El Awsaf ,´Ya Malikan Qalbi).